# 三八式十糎加農砲
三八式十糎加農（さんはちしきじっせんちかのん）は、大日本帝国陸軍が明治44年（1911年）に制式制定したカノン砲。

## 概要
国産初の砲身後座式野戦重砲として、ドイツのクルップ製の砲を参考にかの有名な有坂成章少将（当時）の設計により開発された。明治37年（1904年）には大阪砲兵工廠で試製砲の製作にとりかかったが、同年日露戦争の開戦に伴い、別途クルップに砲身後座式の近代火砲を数種発注したうちの一つとして105mm加農砲20門を購入した。
クルップでは、日本陸軍の要望に合わせて若干の修正を加えたものの既存モデルの設計を流用して直ちに製造に取り掛かり、翌明治38年（1905年）には発注数を揃えて出荷したものの、日本に到着したのは奉天会戦よりも後であり、日露戦争の戦場には間に合わなかった。
その後、改めて日本国内で審査を行い、若干の改正を施して明治44年（1911年）12月をもって克三八式十珊加農として制式制定された。
大阪砲兵工廠で試作されていた砲も、同じく明治44年12月に制式制定され三八式十珊加農と呼称された。製造数は十数門程度と見られるが、詳細は不明である。
両者は同一の仕様に基づいており、機能性能ともほぼ同様であったが、構造上は多少異なる点があった。昭和に入って三八式十糎加農と改称された。
閉鎖機は段隔螺式で、装填は分離薬筒方式。8馬輓曳で運動できる建前であったが、運動性は極めて低いものであった。大正11年（1922年）には、ホルト五屯牽引車で牽引するよう、改められた。
本砲は大正3年（1914年）、青島攻略戦に参加したが、以降は第一線で用いられることはなかった。対砲兵戦に用いるには射程が不足であり、重砲を機械化牽引する時代に入るとかえって敵砲兵に一方的にアウトレンジされる懸念があった。このため昭和初期には予備保管兵器となったが、太平洋戦争開戦後は重砲の不足から東京湾要塞の砲台に引っ張り出され、房総半島の金谷砲台と洲崎第二砲台に据付けられた。